# ماركيز فلويد
ماركيز فلويد (بالإنجليزية: Marquis Floyd)‏ هو لاعب كرة قدم أمريكية أمريكي، ولد في 17 مارس 1980.